# Karl Warner
Karl Warner   (Woodbury, 23 de juny de 1908 - Rochester, 5 de setembre de 1995) va ser un atleta estatunidenc, especialista en curses de velocitat, que va competir durant la dècada de 1930.
El 1932 va prendre part en els Jocs Olímpics de Los Angeles, on va guanyar la medalla d'or en la prova dels 4x400 metres relleus del programa d'atletisme. Formà equip amb Ivan Fuqua, Edgar Ablowich i Bill Carr i establiren un nou rècord del món de la prova amb un temps de 3'08.2".

## Millors marques
- 400 metres llisos. 47.5" (1932)[1][2]